# مهرجان وهران الدولي للفلم العربي
ينعقد المهرجان الدولي للفيلم العربي كل سنة في المدينة الجزائرية وهران وذلك ابتداء من سنة 1976.
في 2009 لقي المهرجان ثناء وإجلال كبير من طرف أربع نجوم عرب؛ أولهم المصري يوسف شاهين؛ ثم الممثلة المصرية الأخرى يسرا؛ والمخرج الفلسطيني رشيد مشهراوي هذا بالإضافة إلى عبد القادر علولة. أما النسخة السادسة عشر (سنة 2012) فقد لقيت إشادة كبيرة خاصة من بوعلام بسايح، عائشة عجوري ثم جيلو بونتيكورفو.

## الجوائز

### أقسام المهرجان
- الأفلام القصيرة.
- الأفلام الطويلة
- الأفلام الوثائقية

### جائزة أول إخراج
يحتفي المهرجان بالتجارب الأولى للمخرجين الشباب، كما تقام على هامشه المهرجان ندوات فكرية وتطبيقة، وورش سينمائية.

### محاور المهرجان
للمهرجان عدة محاور ويخصص العام 2013م لسينما من رام الله.

## دورة يوليو 2007
| الدّولة | عدد الأفلام المشارك بها | الرتبة النهائية |

## دورة سبتمبر 2013

### جوائز مهرجان وهران 2013
كما نوهت لجنة الافلام القصيرة، بفيلمي «المنفى» للمخرج الجزائري مبارك مناد وفيلم «بوبي» للمخرج التونسي مهدي البرصاوي.
ونوهت لجنة تحكيم الأفلام الطويلة بالقدرات الفنية الشبابية للفيلم الكويتي «سيناريو» للمخرج طارق الزامل وأشادت به.

## دورة 2016
عقدت الدورة التاسعة من المهرجان في نهاية تموز يوليو 2016 بمشاركة 34 فيلما، منها 12 فيلما طويلا و12 فيلما قصيرا و10 أفلام وثائقية. وتم تكريم الرئيس الجزائري عبد العزيز بوتفليقة والمخرج الجزائري مرزاق علواش والممثل السوري أيمن زيدان والمخرج المصري الراحل محمد خان. وحاز الفيلم الطويل “نوارة” للمخرجة المصرية هالة خليل على جائزة الوهر الذهبي للمهرجان.

### الجوائز
- جائزة الوهر الذهبي للمهرجان الفيلم الطويل “نوارة” للمخرجة المصرية هالة خليل على، فيما حصدت
- جائزة أفضل دور نسائي منة شلبي في فيلم نوارة
- جائزة أفضل دور رجالي للبناني ألان سعادة عن دوره في فيلم “كثير كبير” للمخرج ميرجان بوشعبا.
- جائزة أفضل سيناريوك: سعيد جود من سوريا عن فيلمه “في انتظار الخريف”
- وعادت جائزة التحكيم الخاصة لفيلم “مسافة ميل بحذائي” للمخرج المغربي سعيد حلاب. وحصد الفيلم العراقي “صمت الراعي” للمخرج رعد مشتت على جائزة تنويه خاصة.
- جائزة أفضل إخراج الجزائري لطفي بوشوشيعن فيلمه ”البئر”.
- الجائزة الأولى لمسابقة الأفلام القصيرة: فيلم “حار جاف صيفا” للمخرج المصري شريف البنداري
- جائزة التحكيم الخاصة: فيلم ” قنديل البحر” للمخرج الجزائري دميان اونوريه.
- الجائزة الأولى للأفلام الوثائقية للفيلم الجزائري “في راسي روبوان” للمخرج حسان فرحاني.

## أفلام الجزائرية
- قائمة أفلام عن الثورة الجزائرية
- قائمة الأفلام الجزائرية
- وقائع سنين الجمر (فيلم)
- ريح الأوراس (فيلم)
- عطلة المفتش الطاهر (فيلم)

## وصلات خارجية
- الموقع الرسمي لوزارة الثقافة الجزائرية